# Miraklet
Miraklet (rn suec el miracle) és una pel·lícula muda dramàtica sueca del 1913 dirigida per Victor Sjöström. Està basat en la novel·la de 1894 Lourdes d'Émile Zola.

## Sinopsi
L'acció té lloc en un balneari. L'artista Armand, la vídua Gaspard i la seva filla Estelle, així com l'abat disfressat Prevost, intenten que Armand es faci sacerdot, com és voluntat del seu pare moribund, però està enamorat d'Estelle.

## Repartiment
- Jenny Tschernichen-Larsson com a tia Gaspard
- Clara Pontoppidan com a filla de la tia Gaspard
- Carlo Wieth com Armand Armand, artista
- John Ekman com el pare Prévost
- Justus Hagman com a Jean
- Axel Wesslau com a Jatho
- Carl Borin
- Alfred Lundberg

## Producció
Es va rodar l'agost de 1913, just després d'una de les altres pel·lícules de Sjöström, Ingeborg Holm. La pel·lícula es va rodar a l'estudi de Svenska Biografteatern a Lidingö amb exteriors de Visby. El guió es basa en la novel·la Lourdes d'Émile Zola de 1894. La novel·la va ser reelaborada en un guió cinematogràfic per Martin Jørgensen i Sven Elvestad. S'ha conservat el guió del director i en aquest s'hi poden veure les acurades i detallades indicacions escèniques de Sjöström i, a més, nombroses reescritures en forma de fulls addicionals. La pel·lícula va ser rodada per Henrik Jaenzon.
Es va estrenar l'1 de desembre de 1913 al Cirkus de Göteborg. El 23 de febrer de 1914 es va estrenar a Estocolm al cinema Röda Kvarn, on va ser acompanyat per la música arranjada per Hermann Gramss, interpretada per l'orquestra de Röda Kvarn i amb Gramss com a director d'orquestra. A més dels països nòrdics, la pel·lícula es va vendre a Anglaterra, Itàlia, Hongria i Àustria, on, però, se'n va prohibir la seva projecció. La pel·lícula no s'ha conservat.